# I Vianella
I Vianella sono stati un duo costituito da Edoardo Vianello e Wilma Goich, attivo per tutti gli anni settanta, interpretando canzoni in dialetto romanesco.

## Storia
Edoardo Vianello, cantautore celebre nel decennio precedente per i brani allegri e spensierati scritti per lo più insieme al paroliere Carlo Rossi, come Il capello, Pinne fucile ed occhiali, Guarda come dondolo, I Watussi, Abbronzatissima, Tremarella e Il peperone (1965) negli anni settanta assieme alla moglie Wilma Goich fonda la casa discografica Apollo e forma il duo musicale I Vianella.
Hanno un buon successo con Vojo er canto de 'na canzone nel 1971, ma entrano nei primi posti dell'hit parade nel giugno del 1972 con Semo gente de borgata, scritta da Franco Califano e Marco Piacente, con cui partecipano a Un disco per l'estate 1972, classificandosi al terzo posto; altri successi negli anni successivi sono Fijo mio (scritta da Amedeo Minghi e Franco Califano), con cui tornano a Un disco per l'estate 1973 e partecipano al Festivalbar 1973, L'amici mia, Vestiti usciamo, Canto d'amore di Homeide (tratto dal concept album Homeide, di cui Minghi è autore delle musiche) e Volo di rondine (che partecipa a Un disco per l'estate 1974).
Nel 1978 i due si separano e, dopo pochi anni, anche l'esperienza artistica insieme termina.
Nel 1981, prima della definitiva separazione artistica, registrano la sigla per l'anime giapponese Cybernella.
Nel 2014, dopo 33 anni, hanno deciso di ritornare a cantare insieme, pubblicando il disco C'eravamo tanto amati..., che contiene brani del duo già noti e due inediti, Inutilmente mia e La luna va.

## Discografia

### 33 giri
- 1971 - I Vianella (Apollo, ZSLA 55025)
- Maggio 1972 - Semo gente de borgata (Apollo, DZSLA 55090)
- Aprile 1973 - I sogni de Purcinella (Apollo, DZSLA 55160)
- Gennaio 1974 - Homeide (Apollo, DZSLA 55170)
- 1974 - Roma parlaje tu (RCA Italiana, TCL1-1131; raccolta)
- 1974 - Quanto sei Vianella... Roma (Ariston, AR 12132)
- 1975 - Dai tetti di Roma (RCA Italiana, TPL 1-1143)
- 1975 - Vestiti, usciamo (Ariston, AR 12272), ristampato nel 1979 con il titolo Storie d'amore (Ariston, OX/3135)
- 1976 - Napoli vent'anni dopo (Ariston, AR 12290)
- 1977 - Compleanno (EMI Italiana, 3C 064 18296)

### CD
- 2014 - C'eravamo tanto amati

### 45 giri
- 1971 - Vojo er canto de 'na canzone/Bikini blu (Apollo, ZA-50095)
- 1972 - Amore amore, amore amore/La festa de Cristo re (Apollo, ZA-50215)
- 1972 - Semo gente de borgata/Tu padre co' tu madre (Apollo, ZA-50220)
- 1973 - Roma parlaje tu/Roma mia (Apollo, ZA-50235)
- 1973 - Fijo mio/Io te vojo bene (Apollo, ZA-50280)
- 1973 - Canto d'amore di Homeide/Tenendoci per zampa (Apollo, ZA-50450)
- 1974 - Volo di rondine/La mela (Ariston, AR 0629)
- 1974 - Noi nun moriremo mai/La vita de campagna (Ariston, AR 0657)
- 1975 - L'amici mia/Pazzi noi (Ariston, AR 0693)
- 1975 - Vestiti usciamo/Guarda (Ariston, AR 0697)
- 1977 - Compleanno/Scimmia bianca (EMI Italiana, 3C 006 18923)
- 1978 - Anvedi chi c'è/Importante (Fonit Cetra, SP 1621)
- 1980 - Era carnevale/È per vivere (Dig-It, DG 1192)
- 1981 - Con te bambino/Cybernella (RCA Original Cast, BB 6500)

### 33 giri pubblicati fuori dall'Italia
- 1979 - Cumpleaños (Reflejo, 10c064-062.218; pubblicato in Spagna)

### 45 giri pubblicati fuori dall'Italia
- 1972 - Semo gente de borgata/Tu padre co' tu madre (RCA Victor, ZA-50220; pubblicato in Australia)
- 1979 - Cumpleaños/Scimmia bianca (Reflejo, 217; pubblicato in Spagna)